# Tribunal administratif fédéral (Suisse)
Cet article possède un paronyme, voir Tribunal fédéral (Suisse).
Pour les articles homonymes, voir Tribunal administratif fédéral.
Le Tribunal administratif fédéral (abrégé TAF) est le tribunal administratif ordinaire de la Confédération suisse.
« Il connaît des recours contre des décisions rendues par une autorité fédérale et, dans certains domaines, par des autorités cantonales. En outre, il statue en première instance dans les procédures par voie d'action. Lorsque le Tribunal administratif fédéral ne statue pas en dernière instance, ses arrêts sont susceptibles de recours au Tribunal fédéral. »
Si sa création a été votée en 2000, le tribunal est entré en fonction seulement le 1er janvier 2007. Son siège est situé à Saint-Gall. Le Tribunal administratif fédéral est soumis à la surveillance du Tribunal fédéral et à la haute surveillance de l'Assemblée fédérale.

## Historique

### Création
Le Tribunal administratif fédéral a été institué en 2005 par la loi du 18 mars 2005 concernant la mise en place du Tribunal administratif fédéral et par la loi du 17 juin 2005 sur le Tribunal fédéral. Le 5 octobre 2005, le parlement fédéral y a élu les premiers juges. Le tribunal est entré en fonction le 1er janvier 2007, se substituant à 36 commissions fédérales de recours et services de recours des départements de l'administration fédérale. Il a repris par ailleurs l'essentiel des compétences juridictionnelles du Conseil fédéral.

### Siège
Le Tribunal administratif fédéral a d'abord eu un siège provisoire à Berne et à Zollikofen. En 2012, il s'est installé définitivement à Saint-Gall.

## Compétences et organisation

### Compétencerationae materiae
- Le Tribunal administratif fédéral est l'instance ordinaire de recours contre les décisions des autorités administratives fédérales. Dans certains cas particuliers, il statue sur des recours contre des décisions d'autorités cantonales[6].
- Il peut aussi être appelé à statuer par voie d'action, principalement sur des litiges portant sur des contrats de droit public liant la Confédération.
- Ordinairement les décisions du Tribunal administratif fédéral peuvent faire l'objet d'un recours au Tribunal fédéral. Dans les domaines où le recours au Tribunal fédéral n'est pas ouvert (par exemple en matière d'asile), le Tribunal administratif fédéral statue comme (première et) dernière instance judiciaire.

### Pouvoir d'examen

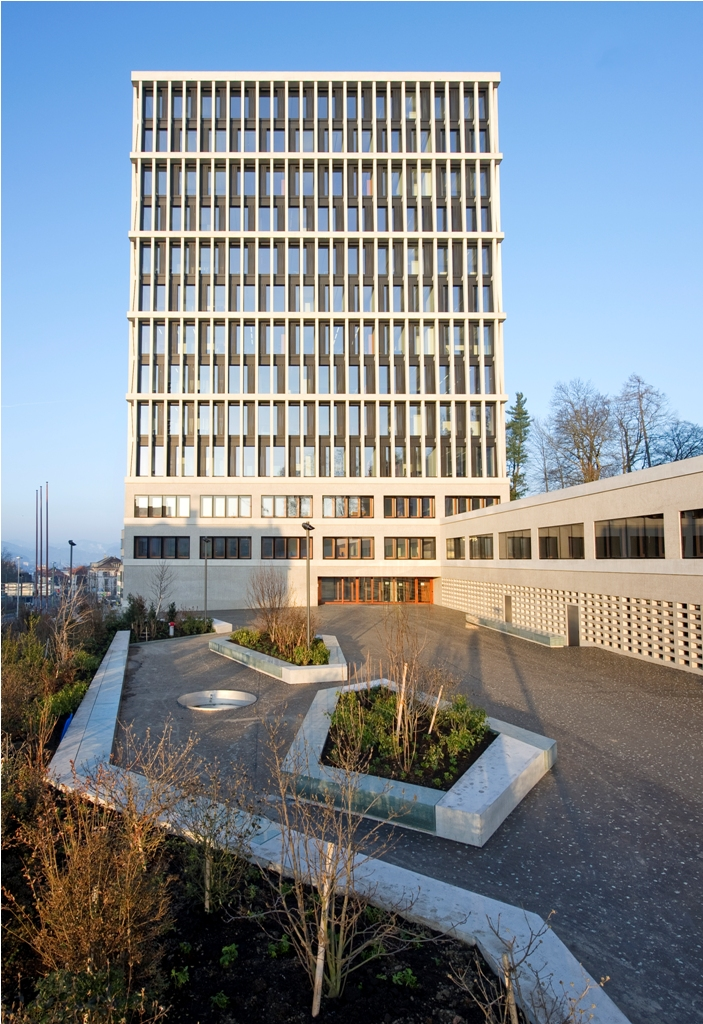
Le Tribunal administratif fédéral à St-Gall.

Sur recours, le Tribunal administratif fédéral peut contrôler :
- les faits sur lesquels la décision attaquée se fonde ;
- la conformité de la décision au droit fédéral (y compris au droit international) ;
- l'opportunité de la décision.

### Organisation
- 78 juges en 2025[7].
- Environ 460 places de travail

Les juges au Tribunal administratif fédéral sont élus par l'Assemblée fédérale en tenant compte de la diversité linguistique du pays. Leur mandat, renouvelable, est de 6 ans. Quiconque a le droit de vote en matière fédérale peut être élu juge. En pratique toutefois, seules des personnes ayant une formation juridique universitaire ont été élues juges jusqu'à présent. La loi prévoit que le Tribunal administratif fédéral comprend 50 à 72 postes de juges. Les juges peuvent exercer leur tâche à plein temps ou à temps partiel.
Le Tribunal administratif fédéral se compose de 6 cours :
- Cour I : Infrastructure, redevances, personnel fédéral
- Cour II : Économie, formation, concurrence
- Cour III : Santé publique, assurances sociales
- Cour IV : Asile
- Cour V : Asile
- Cour VI : Droit des étrangers, droit de cité [8]